# 芒法尔广场站
芒法尔广场站（德語：U-Bahnhof Mangfallplatz）是一座慕尼黑地铁1号线位于下吉兴-哈拉兴的一座车站，是地铁1号线的终点站。此地铁站的南部是普拉赫森林。